# Lhamo-Latso
Le lac sacré de Lhamo-Latso, appelé aussi le lac des visions, est un lac du Tibet en République populaire de Chine situé dans le Comté de Gyaca, préfecture de Shannan, non loin du monastère de Chokhorgyal, à 150 kilomètres au sud de Lhassa.

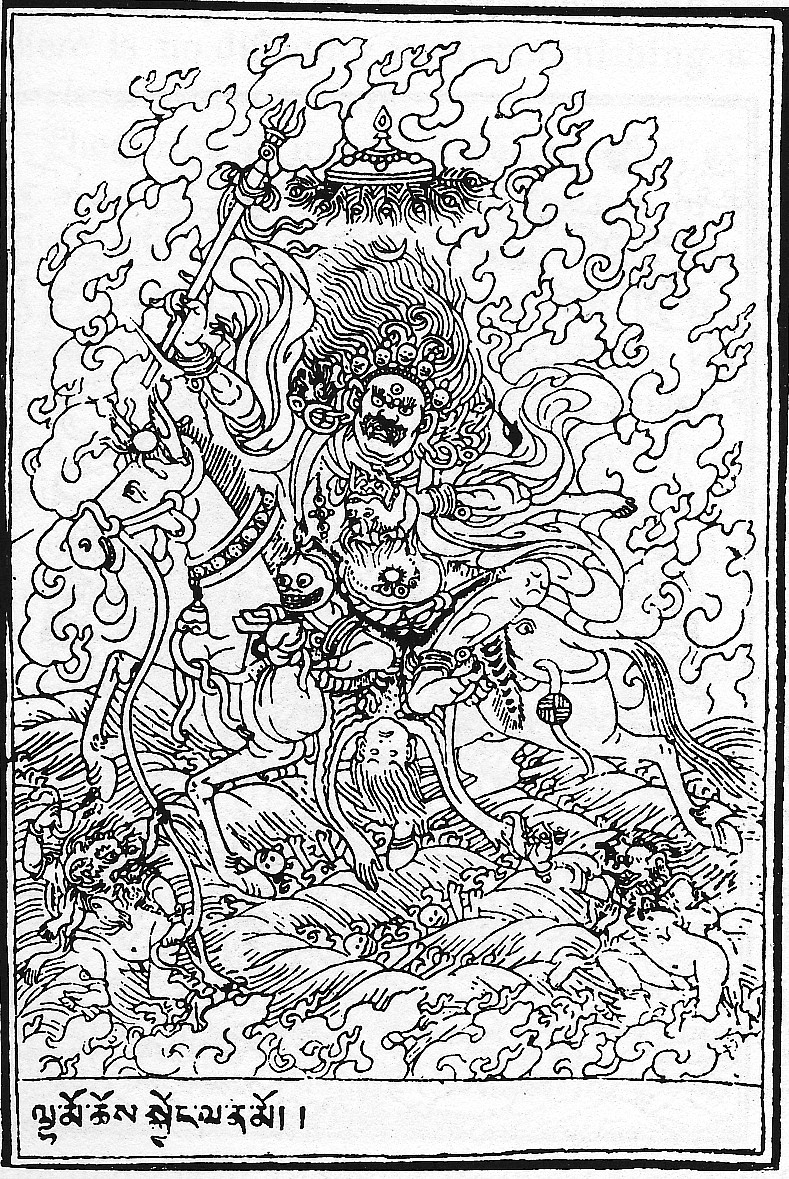
Palden Lhamo